# Copestylum conifacium
Copestylum conifacium är en tvåvingeart som först beskrevs av Hull 1943.  Copestylum conifacium ingår i släktet Copestylum och familjen blomflugor. Inga underarter finns listade i Catalogue of Life.